# Фосс, Мария Евгеньевна
Мари́я Евге́ньевна Фосс (19 сентября (1 октября) 1899, Гродно, Северо-Западный край, Российская империя — 9 сентября 1955, Москва, Московская область, СССР) — российский и советский учёный-археолог, музейный работник, доктор исторических наук (1953).

## Биография
Родилась 19 сентября (1 октября) 1899 в Гродно, Северо-Западный край, Российская империя (ныне в Белоруссии). В 1908 году переехала в Воронеж, где окончила женскую гимназию. В 1920–1922 годах училась на факультете общественных наук Воронежского университета, в 1921–1922 годах на археологическом отделении в воронежском филиале Московского Археологического института. Работала научной сотрудницей Воронежского губернского музея. 
В 1922 году переехала в Москву, где в 1925 году окончила археологическое отделение МГУ. Ученица В. А. Городцова. 
В этом же году устроилась на работу в ГИМ, с 1944 года также в Институте истории материальной культуры. 
В 1953 году защитила докторскую диссертацию на тему «Древнейшая история Севера Европейской части СССР».

## Научная деятельность
Часто выезжала в археологические экспедиции, раскопки и разведки от чернозёмных до северных областей РСФСР. Автор работ по неолиту этих регионов, в том числе базовые по керамике, районированию и периодизации неолита (с А. Я. Брюсовым) и бронзового века лесной зоны. Соавтор ряда экспозиций и каталогов ГИМ.
Некоторые работы:
- Збруева А. В., Фосс М. Е. Раскопки на дюнах Белого моря близ селения Красной Горы и у реки Галдареи // Сборник к 10-летию Октября. №1. Издание Московской секции ГАИМК. — М., 1928;
- Стоянка Кубенино // Советская археология. — Вып. 5. — М.—Л., 1940;
- Валуйский район, 1935 г. // Археологические исследования в РСФСР 1934—1936 гг. — М.—Л.: Изд-во АН СССР, 1941;
- Стоянка Веретье // Труды ГИМ. — Вып. 12. — М., 1941;
- Древнейшая история Севера Европейской части СССР. — М., 1952.